# José Antonio Griñán
José Antonio Griñán Martínez ([xoˈse ãn̪ˈtonjo ɡɾiˈɲãn maɾˈtinɛθ]), né le 7 juin 1946 à Madrid, est un homme politique espagnol. Il a été membre du Parti socialiste ouvrier espagnol (PSOE).
Après une carrière de haut fonctionnaire, il est nommé en 1990 conseiller à la Santé de la Junte d'Andalousie. Il abandonne ce poste en 1992 pour devenir ministre espagnol de la Santé, puis ministre du Travail en 1993. À ce poste, il doit affronter une grève générale contre sa réforme de marché du travail, qu'il mène à bien.
Il siège ensuite dans l'opposition au Congrès des députés de 1996 à 2004, année où il retrouve la Junte d'Andalousie comme conseiller à l'Économie et aux Finances. Il se voit gratifier en 2008 du titre de deuxième vice-président du gouvernement andalou.
En 2009, son ami de trente ans Manuel Chaves en fait son successeur à la présidence de la Junte d'Andalousie. Il lui cède également le secrétariat général du PSOE d'Andalousie l'année suivante, après une période de tensions qui brise leur amitié. Bien que défait par le Parti populaire aux élections andalouses de 2012, il parvient à conserver le pouvoir en formant une coalition avec la Gauche unie. En parallèle, il est porté à la présidence — honorifique — du PSOE national.
Il entreprend en 2013 de se mettre en retrait de la vie politique, renonçant à la direction du gouvernement autonome puis du PSOE régional au profit de Susana Díaz, dans une ambiance ternie par une affaire politico-financière de fraude aux aides publiques, « l'affaire ERE ». Élu au Sénat après avoir abandonné la présidence andalouse, il en démissionne en 2015 du fait de sa mise en cause dans l'affaire ERE.
Il quitte le PSOE en 2016 en raison de son renvoi en jugement. Il est condamné en 2019 à six ans de prison et quinze ans d'inéligibilité en première instance par l'audience provinciale de Séville, peine confirmée en cassation trois ans plus tard par le Tribunal suprême. Il révèle quelques mois plus tard souffrir d'un cancer de la prostate, ce qui motive l'audience provinciale à suspendre pour cinq ans l'exécution de sa peine en 2023, avant qu'elle ne soit annulée en 2024 par le Tribunal constitutionnel.

## Vie privée
José Antonio Griñán Martínez naît le 7 juin 1946 à Madrid. Son père, Octaviano Griñán, était officier de l'état-major particulier de Francisco Franco puis a travaillé à la banque commerciale et industrielle de Séville,. Son oncle Rafael Martínez Emperador a été assassiné en 1997 par ETA.
Il épouse en 1970 à Séville Teresa Caravaca, surnommée « Mariate », née en 1949 dans la même ville et issue d'une famille aristocratique. Le couple a trois enfants, nés en 1971, 1980 et 1992.

## Formation et vie professionnelle
José Antonio Griñán étudie le droit à l'université de Séville. Il y fait notamment la rencontre de Manuel Chaves, tous deux partageant des idées de gauche.
En 1969, il passe avec succès le concours d'inspecteur technique du travail et de la Sécurité sociale, sortant à la troisième place de sa promotion. Il travaille dans la première moitié des années 1970 auprès de son oncle Rafael Martínez Emperador, directeur général de la Sécurité sociale sous le franquisme.
Entre 1972 et 1975, il enseigne le droit du travail au sein de son université d'origine.

## Débuts en politique
José Antonio Griñán adhère au Parti socialiste ouvrier espagnol (PSOE) en 1980.
Il devient en 1982 vice-conseiller au Travail de la Junte d'Andalousie, alors présidée par le socialiste Rafael Escuredo. Quatre ans plus tard, il est nommé vice-conseiller à la Santé, la présidence relevant désormais de José Rodríguez de la Borbolla. Il intègre la haute administration de l'État en 1987, au poste de secrétaire général technique du ministère du Travail et de la Sécurité sociale, placé sous l'autorité du ministre Manuel Chaves.
Il participe en 1990 à la campagne de ce dernier aux élections au Parlement d'Andalousie, que le PSOE remporte. Bien que le futur président de la Junte d'Andalousie garde le secret absolu sur la composition de son premier gouvernement, José Antonio Griñán est fortement pressenti comme conseiller à la Présidence. Le journal ABC indique même qu'il travaille à des changements au sein de la direction de la Radio y Televisión de Andalucía (RTVA), qui relève du département de la Présidence. Finalement, il est nommé conseiller à la Santé.

## Ministre de Felipe González

### De la Santé
Le 15 janvier 1992, José Antonio Griñán est nommé ministre de la Santé dans le troisième gouvernement de Felipe González, dont il est proche au sein du Parti socialiste. Il prend la succession de Julián García Valverde, contraint à la démission en raison d'un scandale datant de l'époque où il présidait Renfe. Il est assermenté le jour même devant le roi Juan Carlos Ier.
S'étant déclaré favorable dans le principe à la privatisation de certaines activités sanitaires lors de son mandat au conseil de gouvernement d'Andalousie, il fait adopter le 22 janvier 1993 en Conseil des ministres un décret opérant le déremboursement de plus de 800 produits pharmaceutiques jugés peu efficaces d'un point de vue thérapeutique.
Le secrétaire général du PSOE de la province de Cordoue, Luis Planas, annonce le 15 avril 1993 son intention de proposer José Antonio Griñán comme tête de liste dans la circonscription pour les élections générales anticipées du 6 juin. Il remplace ainsi Guillermo Galeote, chef de file depuis 1977 et contraint de renoncer pour sa mise en cause dans une affaire de financement illégal du Parti socialiste. Il était également cité comme potentiel tête de liste dans la circonscription de Cadix, auquel cas Planas aurait pris la première place dans Cordoue.

### Du Travail
José Antonio Griñán est nommé le 14 juillet 1993 ministre du Travail et de la Sécurité sociale dans le quatrième gouvernement de Felipe González, remplaçant Luis Martínez Noval et cédant ses fonctions à Ángeles Amador.
Après que le secrétaire général de l'Emploi Marcos Peña a présenté aux organisations syndicales le projet de réforme du droit du travail, qui prévoit notamment des contrats de travail plus flexible, le 19 novembre, l'Union générale des travailleurs (UGT) et les Commissions ouvrières (CCOO) annoncent le 17 décembre la convocation d'une grève générale pour le 27 janvier 1994.
Sur proposition de José Antonio Griñán, le Conseil des ministres du 3 décembre adopte par décret-loi l'élargissement du recours aux apprentis à l'ensemble des entreprises et la réforme des contrats à durée déterminée et rejette toute réforme du régime de sanction en cas de licenciement abusif, promue notamment par le vice-président du gouvernement Narcís Serra et le ministre de l'Économie et des Finances Pedro Solbes. Le 27 janvier 1994, la grève générale provoque l'arrêt quasi-total de l'industrie et d'une grande partie du secteur de la construction et des commerces, le gouvernement jugeant que 30 % des salariés ont cessé leur travail, trois fois moins que l'estimation des syndicats.
Le reste de la réforme, qui transfère de la loi à la négociation collective d'entreprise des éléments comme la composition du salaire, le temps de travail ou encore la mobilité professionnelle et qui facilite les licenciements collectifs, est approuvé sous forme de projet de loi par le Congrès des députés le 24 mars suivant avec le soutien du Parti populaire (PP) et de Convergence et Union (CiU).
À la suite de la victoire du Parti populaire (PP) aux élections générales du 3 mars 1996, il est remplacé par Javier Arenas au ministère du Travail au début du mois de mai. Il est ensuite désigné coordonnateur des députés socialistes au sein de la commission de la Politique sociale et de l'Emploi du Congrès des députés.

## Conseiller de la Junte d'Andalousie
Le nom de José Antonio Griñán est cité au début du mois de décembre 2003 au sein du PSOE de la province de Cordoue comme tête de liste aux élections régionales du 14 mars 2004 dans la circonscription électorale, l'agence Europa Press affirmant même que cette position lui a été offerte par le président de la Junte d'Andalousie, Manuel Chaves. Il est effectivement investi le 27 décembre en première position par la commission exécutive provinciale du parti.
Le 22 avril 2004, à la suite de l'investiture de Manuel Chaves pour un nouveau mandat par le Parlement, celui-ci révèle que José Antonio Griñán intégrera le futur gouvernement d'Andalousie comme conseiller à l'Économie et aux Finances. Avec l'ensemble de ses collègues, il est assermenté le 25 avril. Ami personnel du chef du gouvernement, il fait partie des sept nouveaux membres de l'exécutif régional.
Après les élections régionales du 9 mars 2008, il est reconduit au sein du gouvernement andalou comme conseiller à l'Économie et aux Finances, avec le titre de deuxième vice-président. La création de cette nouvelle responsabilité surprend au sein du PSOE d'Andalousie, puisque Chaves s'y était toujours refusé. Selon El País, elle est perçue comme une reconnaissance de la trajectoire politique de Griñán, sans pourtant autant en faire le successeur de Chaves quand ce dernier quittera la présidence de la communauté autonome. Avec le reste des conseillers, il prête serment le 21 avril.

## Président de la Junte d'Andalousie

### Successeur de Manuel Chaves
Le 6 avril 2009, la presse espagnole dévoile que le président du gouvernement espagnol José Luis Rodríguez Zapatero a l'intention de procéder à un important remaniement de son gouvernement et qu'il compte, à cette occasion, nommer Manuel Chaves vice-président et ministre de la Politique territoriale. Ce dernier accepte, mais impose que José Antonio Griñán soit son successeur à la présidence de la communauté autonome, bien que Zapatero eusse préféré Mar Moreno
. Chaves avait effectivement fait cette proposition à Griñán quelques jours auparavant, alors qu'ils revenaient en AVE de Madrid.
José Antonio Griñán est formellement désigné candidat à la présidence de la Junte par le Parti socialiste le 8 avril, à l'issue d'une rencontre entre Manuel Chaves et les secrétaires généraux du PSOE dans les huit provinces andalouses, puis d'une réunion officielle de la commission exécutive régionale (CER). Le 22 avril, il est effectivement investi président de la Junte d'Andalousie par le Parlement par 56 voix pour et 53 voix contre, obtenant la confiance des seuls députés du Parti socialistes. S'il est majoritairement perçu comme le successeur idéal de Chaves en situation de crise économique et salué pour ses connaissances, sa formation académique et son ironie, plusieurs dirigeants critiquent ce choix en raison de sa méconnaissance du fonctionnement du PSOE et de son caractère irascible et arrogant.
Il dévoile dès le lendemain la composition de son gouvernement de quinze membres, neuf femmes et cinq hommes, dont le vice-secrétaire régional du PSOE Luis Pizarro, la dirigeante nationale Mar Moreno, et surtout la maire de Cordoue et membre de la Gauche unie (IULV-CA) Rosa Aguilar, ce qui constitue la principale surprise de ce nouvel exécutif. Le nouveau gouvernement andalou prête serment et entre en fonction le 24 avril.

### Secrétaire général du PSOE-A
Lors de son départ pour Madrid, Manuel Chaves avait conservé le secrétariat général du PSOE d'Andalousie. Contre toute attente et en dépit de ses propres déclarations précédentes, José Antonio Griñán laisse entendre en novembre 2009 qu'un congrès extraordinaire pourrait être convoqué, une posture critiquée par la secrétaire nationale à l'Organisation Leire Pajín et par les secrétaires généraux provinciaux. Pourtant, lors d'une conférence de presse le 21 novembre, José Antonio Griñán et Manuel Chaves annoncent conjointement la tenue d'un congrès extraordinaire du PSOE-A, sans en préciser la date à ce stade, espérant en parallèle faire taire les rumeurs sur leur mésentente. Leur amitié, longue de trois décennies, sera pourtant brisée définitivement par cet épisode.
Convoqué à Séville les 12 et 13 mars 2010, le congrès extraordinaire du PSOE andalou élit José Antonio Griñán secrétaire général par 99,8 % des voix, un résultat inédit dans l'histoire du parti. Il forme ensuite une commission exécutive rajeunie, élue à plus de 97 % et dont les principaux cadres reçoivent le surnom des « Espoirs » (la selección sub 21), notamment le nouveau vice-secrétaire général Rafael Velasco Sierra ou la nouvelle secrétaire à l'Organisation Susana Díaz, tous deux issus des Jeunesses socialistes.

### Coalition avec IULV-CA
En juillet 2011, José Antonio Griñán fait savoir que les prochaines élections au Parlement d'Andalousie auront lieu en mars 2012 et qu'elle seront donc décorrélées des élections générales, convoquées de manière anticipée le 20 novembre 2011. Il indique le 11 janvier 2012 que le scrutin se tiendra le 25 mars suivant, signant le décret de dissolution le 30 janvier. Le 5 février, bien qu'il ait de facto soutenu pour le secrétariat général la candidature de Carme Chacón, défaite par Alfredo Pérez Rubalcaba, il est élu président du Parti socialiste ouvrier espagnol lors du XXXVIIIe congrès fédéral, bénéficiant du soutien appuyé de Manuel Chaves.
Au soir des élections, le Parti populaire (PP) de Javier Arenas vire en tête, une première depuis l'accession à l'autonomie de l'Andalousie en 1982, mais sans majorité absolue, la gauche restant majoritaire grâce au très bon résultat de la Gauche unie, qui dit ne pas envisager de laisser le PP accéder au pouvoir. Le 2 avril, le Parti socialiste et la Gauche unie ouvrent des négociations qui se concluent positivement environ deux semaines plus tard, les deux partis s'entendant à cette occasion pour former un gouvernement de coalition.
Le 3 mai, José Antonio Griñán est investi président de la Junte pour un deuxième mandat par le Parlement avec 58 voix pour, 51 voix contre et 1 vote nul : les députés du PSOE-A et d'IULV-CA lui accordent leur confiance, à l'exception de Juan Manuel Sánchez Gordillo, dont le vote n'est pas considéré comme un suffrage exprimé. Il est assermenté deux jours plus tard et annonce à cette occasion la composition de son second gouvernement qui comptera 11 conseillers, dont trois proposés par la Gauche unie qui disposera également du titre de vice-président. Le nouvel exécutif est assermenté et entre en fonction le 11 mai.
Il est réélu le 7 juillet 2012 secrétaire général du PSOE andalou par 71 % des voix lors du XIIe congrès régional, après que son rapport de gestion a reçu l'appui de 95,6 % des suffrages parmi les délégués. La liste qu'il propose pour la commission exécutive, qui comprend notamment Amparo Rubiales pour la présidence et Mario Jiménez comme vice-secrétaire, est approuvée par 65,8 % des voix, José Antonio Griñán ayant purgé ses opposants internes de sa candidature, ce qui explique une opposition de 31,4 % des délégués ayant pris part au vote.

## Renoncement à la Junte et au PSOE

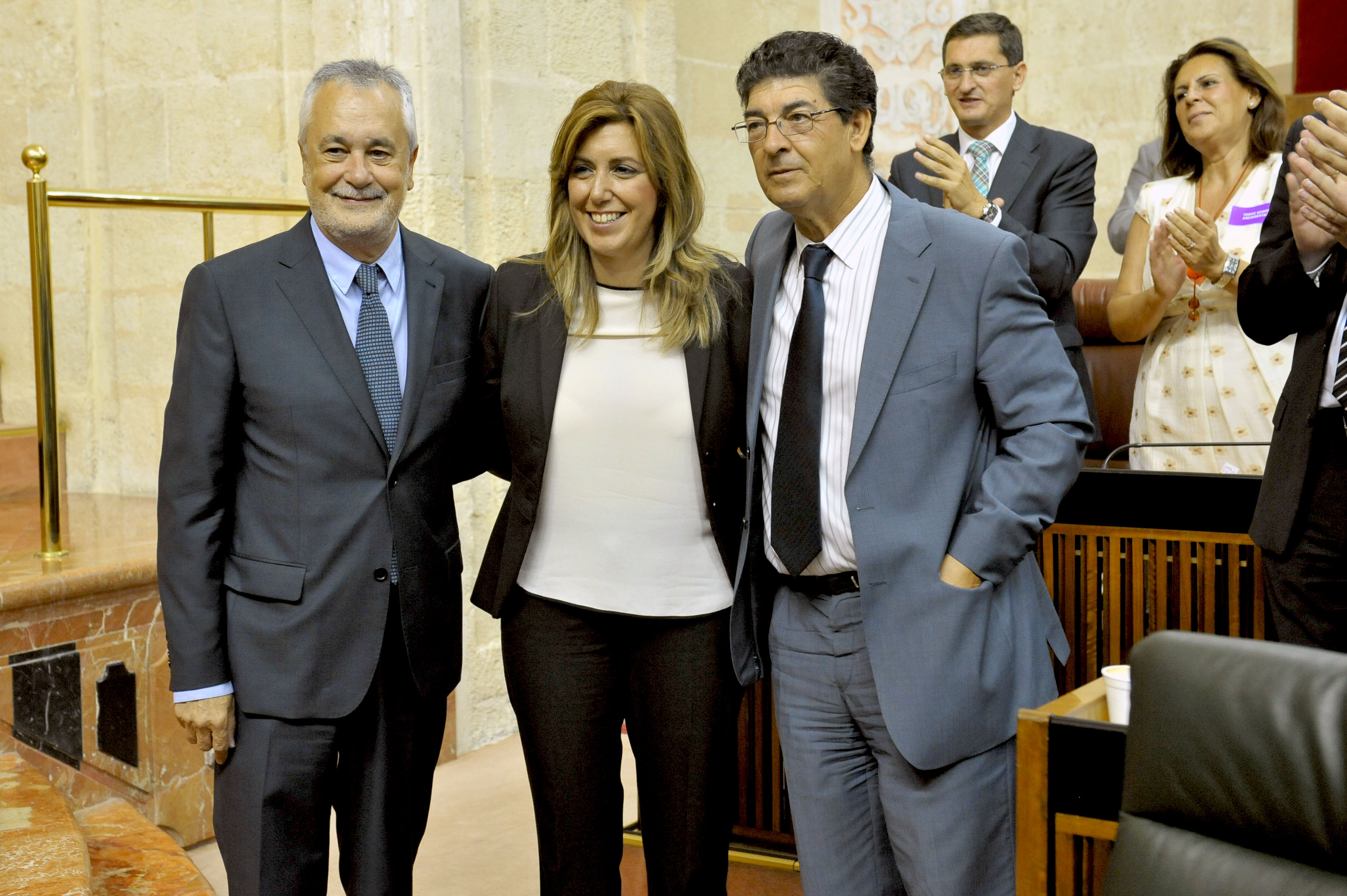
Susana Díaz succède à José Antonio Griñán en septembre 2013.

À l'occasion du débat sur l'état de la Communauté le 26 juin 2013, José Antonio Griñán annonce devant le Parlement qu'il ne sera pas candidat à sa succession lors des prochaines élections régionales, prévues en 2016. La commission exécutive du PSOE d'Andalousie indique dès le lendemain qu'une élection primaire sera organisée le 29 juillet suivant pour désigner le futur chef de file électoral socialiste, le journal El Mundo présentant cette accélération comme une tentative de la direction du parti d'empêcher toute candidature alternative à celle de la conseillère à la Présidence Susana Díaz, choisie comme successeure par José Antonio Griñán. Le PSOE-A proclame le 21 juillet Susana Díaz candidate à la présidence de la Junte sans vote, puisqu'elle seule est parvenue à réunir suffisamment de parrainages parmi les militants.
Le 24 juillet, José Antonio Griñán déclare devant le comité directeur du PSOE andalou qu'il a l'intention de renoncer à la présidence de la communauté autonome au mois de septembre. Sa décision intervient juste avant que la juge d'instruction Mercedes Alaya n'entende l'ancien contrôleur général de la Junte d'Andalousie dans l'affaire « ERE », concernant la possible attribution frauduleuse d'aides publiques à des entreprises contraintes de mettre en place des plans de sauvegarde de l'emploi,. Il remet formellement sa démission le 27 août, assumant que son départ est lié au risque médiatique et politique que fait peser l'affaire ERE, à laquelle il se dit totalement étrangère. Susana Díaz lui succède le 7 septembre.
Lors d'une réunion le 11 octobre 2013, la commission exécutive régionale du Parti socialiste ouvrier espagnol d'Andalousie décide la convocation d'un congrès extraordinaire les 23 et 24 novembre afin que Susana Díaz puisse remplacer José Antonio Griñán au secrétariat général. Le 23 novembre, la présidente de la Junte est effectivement élue secrétaire général de la plus importante fédération du Parti socialiste par 98,6 % des suffrages exprimés parmi les délégués. À l'occasion du congrès fédéral extraordinaire de 2014, il est remplacé le 27 juillet à la présidence du PSOE national par Micaela Navarro, également issue de la fédération andalouse.

## Affaire ERE

### Mise en cause
Le 10 septembre 2013, Mercedes Alaya présente un rapport dans lequel elle met directement en cause Manuel Chaves, José Antonio Griñán et cinq autres hauts responsables dans l'affaire ERE, mais ils ne sont pas formellement mis en examen puisqu'elle ne peut le faire s'agissant de parlementaires. L'audience provinciale de Séville annule ce rapport le 13 décembre pour défaut de motivation, mais la juge en produit un autre six jours plus tard, qui comprend 28 pages de détails concernant les suspicions portant sur les sept anciens membres du gouvernement régional.
José Antonio Griñán est élu le 13 septembre au Sénat par le Parlement d'Andalousie, obtenant 55 voix sur 109 en raison du vote négatif du Parti populaire du fait de l'affaire ERE, une première puisque la tradition au Parlement andalou veut que chaque groupe propose librement ses candidats et que les autres votent en leur faveur. Il démissionne le 7 octobre suivant du Parlement régional, son siège revenant à Juana Amalia Rodríguez.
La magistrate considérant qu'il existe des indices graves et concordants à l'encontre, notamment, de José Antonio Griñán, elle remet le 12 août 2014 la partie du dossier d'instruction le concernant au Tribunal suprême, seul compétent pour juger des parlementaires en fonction. Il reçoit, une semaine plus tard, un franc soutien du nouveau secrétaire général du PSOE Pedro Sánchez. Le 17 février 2015, le juge d'instruction du Tribunal suprême Alberto Jorge Barreiro lui notifie sa convocation en vue d'une mise en examen, qui a effectivement lieu le 9 avril suivant.
Le 15 juin 2015, José Antonio Griñán démissionne du Sénat, quatre jours après que Susana Díaz a été investie pour un deuxième mandat à la présidence de la Junte avec le soutien des députés de Ciudadanos (Cs), qui réclamaient avec insistance ce renoncement. Alberto Jorge Barreiro rend public dix jours plus tard un rapport dans lequel il considère que Griñán a pu commettre un délit de prévarication en raison du système d'attribution des aides publiques aux entreprises de l'affaire ERE.

### Condamnation en première et seconde instance
En raison de la perte de sa qualité de parlementaire, le dossier d'instruction repart auprès des juges de Séville en octobre suivant. Renvoyé en jugement le 1er juin 2016 des chefs de prévarication et détournement de fonds, il renonce quelques heures plus tard à sa condition de militant du PSOE, anticipant la suspension prévue par le règlement éthique du parti. Le procès s'ouvre à Séville le 10 décembre 2017.
Le verdict est rendu le 19 novembre 2019 : l'audience provinciale condamne José Antonio Griñán à six ans de prison pour détournement de fonds et à quinze ans d'inéligibilité et d'exercice d'une fonction publique pour prévarication. Il dépose le 15 juin 2020 un pourvoi en cassation contre sa condamnation.
Le verdict de la chambre pénale du Tribunal suprême, dévoilé dans ses grandes lignes le 26 juillet 2022, confirme en tous points la sentence de l'audience provinciale. L'arrêt est approuvé par trois voix contre deux : les deux magistrates s'y étant opposées publient une opinion dissidente dans laquelle elles considèrent que José Antonio Griñán n'aurait pas dû être condamné à une peine de prison pour détournement de fonds publics puisqu'il n'a pas ordonné lui-même le décaissement des sommes frauduleuses.
Le 22 décembre, à neuf jours de la date limite imposée par l'audience provinciale pour que José Antonio Griñán entre volontairement en prison, l'avocat de celui-ci révèle dans une demande de report de la mise sous écrou qu'il souffre d'un cancer de la prostate. Après avoir reporté le 13 janvier 2023 l'entrée en prison de José Antonio Griñán jusqu'à qu'il achève ses séances de radiothérapie, l'audience provinciale décide le 26 juin de suspendre pendant cinq ans l'exécution de sa peine en raison de son état de santé.

### Recours postérieurs
L'épouse et les trois enfants de José Antonio Griñán déposent le 1er septembre 2022 une demande de grâce auprès du ministère de la Justice, avec le soutien moral notamment de Felipe González et Alfonso Guerra. C'est plus d'un an après, en octobre 2023, que le ministère annonce avoir entamé la procédure d'examen, en sollicitant des avis auprès de l'audience provinciale de Séville, qui à son tour requiert l'opinion du ministère public et des parties civiles. La Junte d'Andalousie émet donc son opinion le 20 février 2024, dans laquelle elle s'oppose à la concession de la grâce. Le parquet anti-corruption se prononce dans le même sens dans son avis du 5 avril suivant.
Le 17 avril 2023, José Antonio Griñán présente devant le Tribunal constitutionnel un recours en garantie de ses droits fondamentaux. Le recours est déclaré recevable le 5 juin suivant par la deuxième chambre du tribunal que préside la vice-présidente de la juridiction Inmaculada Montalbán, par quatre voix contre deux. Le ministère public du Tribunal constitutionnel requiert le 8 janvier 2024 une acceptation partielle du recours, concernant uniquement les condamnations pour prévarication et non celles pour détournements de fonds.
Le Tribunal constitutionnel statue le 16 juillet. Il fait droit à son recours par sept voix contre quatre, considérant que ses droits à la présomption d'innocence et à la légalité pénale ont été bafoués. Il annule ainsi sa condamnation pour « détournement de fonds publics » et commande à l'audience provinciale de Séville de réduire sa peine d'interdiction d'exercice d'une fonction publique pour « prévarication ». Pour la majorité de la haute juridiction, la prévarication ne s'applique pas à l'adoption d'avant-projets ou projets de loi puisqu'ils constituent des actes politiques et non administratifs, et le détournement de fonds publics ne peut concerner les responsables ayant simplement approuvé les chapitres budgétaires ensuite utilisés pour verser des subventions hors du cadre réglementaire.
Il est publiquement salué et remercié, aux côtés de Manuel Chaves, par le secrétaire général du PSOE andalou Juan Espadas lors de l'ouverture du 41e congrès du PSOE, organisé à Séville et auquel il participe.

## Décorations
- Grand-croix de l'Ordre de Charles III d'Espagne (Orden de Carlos III)